# Dennis Brunod
Dennis Brunod (Aosta, 16 giugno 1978) è uno scialpinista e fondista di corsa in montagna italiano.

## Biografia

### Carriera
Nato a Aosta, ma residente a Champdepraz, Dennis Brunod ha intrapreso ufficialmente l'attività agonistica nel 1996, quando appena maggiorenne si è arruolato nel Centro Sportivo Esercito di Courmayeur. Dopo un periodo di quattro anni passato nelle file della squadra di sci nordico, dal 2000 è membro della squadra nazionale di sci alpinismo.
È stato pluri vincitore della medaglia d'oro ai Campionati mondiali di sci alpinismo nelle edizioni del 2006, 2008 e 2010; e nei Campionati europei di sci alpinismo del 2005, 2007 e 2009.
L'11 settembre 2011 partecipa alla seconda edizione del Tor des Géants, l'endurance-trail della Val d'Aosta, ma dopo poco più di 11 ore di gara e 64,5 km percorsi si ritira dalla competizione.

### Vita privata
Nell'estate del 2010, dopo quattordici anni di carriera, da caporal maggiore scelto ha annunciato il proprio congedo dal CS Esercito adducendo come motivo principale la volontà di stare più vicino ai suoi cari. La nuova società sportiva per la quale gareggerà, sia nello scialpinismo che nello skyrunning, sarà la neonata A.S.D. Polisportiva Mont Avic di Champdepraz.

## Palmarès

### Sci alpinismo
- 2002:
  - 1º, Coppa Italia a squadre (insieme a Manfred Reichegger)[3]
  - 1º, Tour du Rutor (insieme a Manfred Reichegger)[4]
  - 2º, Transcavallo (insieme a Manfred Reichegger)[5]
- 2003:
  - 1º, Coppa Italia a squadre (insieme a Manfred Reichegger)[3]
  - 2º, Campionato europeo a squadre (insieme a Manfred Reichegger)
  - 4º, Campionato europeo
  - 6º, Campionato europeo individuale
- 2004:
  - 1º, Coppa Dolomiti a squadre (insieme a Manfred Reichegger)[6]
  - 2º, Transcavallo (insieme a Manfred Reichegger)
  - 3º, Campionato europeo gara individuale
  - 3º, Campionato del Mondo a squadre (insieme a Manfred Reichegger)
  - 3º, Campionato del Mondo classifica combinata
- 2005:
  - 1º, Campionato europeo a staffetta (insieme a Guido Giacomelli, Manfred Reichegger e Matteo Pedergnana)
  - 1º, Coppa Italia a squadre (insieme a Manfred Reichegger)[3]
  - 5º, Coppa del Mondo a squadre (insieme a Manfred Reichegger)
  - 6º, Campionato europeo vertical race
- 2006:
  - 1º, Campionato del Mondo a staffetta (insieme a Hansjörg Lunger, Manfred Reichegger, e Guido Giacomelli)
  - 1º, Coppa del Mondo a squadre (insieme a Manfred Reichegger)
  - 1º, Tour du Rutor (insieme a Manfred Reichegger)[4]
  - 3º, Campionato del Mondo a squadre (insieme a Manfred Reichegger)
- 2007:
  - 1º, Coppa del Mondo individuale
  - 1º, Coppa del Mondo a squadre (insieme a Federico Pedranzini)
  - 1º, Campionato europeo a staffetta (insieme a Denis Trento, Manfred Reichegger e Guido Giacomelli)
  - 1º, Traça Catalana race
  - 1º, Tour du Rutor (insieme a Manfred Reichegger)[4]
  - 2º, Campionato europeo single race
  - 3º, Campionato europeo classifica combinata
  - 4º, Campionato europeo a squadre (insieme a Manfred Reichegger)
- 2008:
  - 1º, Campionato del Mondo a staffetta (insieme a Manfred Reichegger, Denis Trento e Martin Riz)
  - 1º, Coppa del Mondo, Val d'Aran
  - 2º, Campionato del mondo vertical race
  - 2º, Campionato del Mondo classifica combinata
  - 3º, Coppa del Mondo single race
- 2009:
  - 1º, Campionato europeo a staffetta (insieme a Lorenzo Holzknecht, Manfred Reichegger e Damiano Lenzi)
  - 3 °, Campionato europeo a squadre (insieme a Manfred Reichegger)
- 2010
  - 1º, Campionato del Mondo a staffetta (insieme a Damiano Lenzi, Lorenzo Holzknecht e Manfred Reichegger)[7]
  - 2º, Campionato del Mondo vertical race[8]
  - 6º, Campionato del Mondo a squadre (insieme a Manfred Reichegger)[9]
  - 8º, Campionato del Mondo classifica combinata[10]

#### Trofeo Mezzalama
- 2001: 5º, insieme a Nicola Invernizzi e Emanuel Conta
- 2003: 3º, insieme a Manfred Reichegger e Nicola Invernizzi
- 2005: 3º, insieme a Manfred Reichegger e Jean Pellissier
- 2007: 3º, insieme a Manfred Reichegger e Denis Trento

#### Pierra Menta
- 2004: 1º, insieme a Manfred Reichegger
- 2009: 1º, insieme a Manfred Reichegger
- 2010: 3º, insieme a Manfred Reichegger

### Skyrunning / corsa in montagna
- 5 edizioni della Becca di Nona skyrace: 2005 - 2006 - 2007 - 2008 - 2009
- 5 edizioni della Pontboset Skyrace: 2004 - 2007 - 2008 - 2009 – 2010 - 2011[11]
- 4 edizioni della Mezzalama Skyrace: 2004 - 2006 - 2007 - 2008
- 2 edizioni della Valmalenco - Valposchiavo Skyrace: 2002 - 2004
- 1 edizione della Sentiero 4 Luglio SkyMarathon: 2002
- 1 edizione della VEIA SKY RACE (2015) Campionato Italiano Assoluto Skyrunning
- 1 edizione del Trofeo Scaccabarozzi – Sentiero delle Grigne: 2005